# Palaquium burckii
Palaquium burckii är en tvåhjärtbladig växtart som beskrevs av Herman Johannes Lam. Palaquium burckii ingår i släktet Palaquium och familjen Sapotaceae. Inga underarter finns listade i Catalogue of Life.